# Béla Las-Torres
Béla von Las-Torres (Budapest, 20 aprile 1890 – Castelnuovo, 12 ottobre 1915) è stato un nuotatore ungherese.
È deceduto durante un conflitto nel corso della prima guerra mondiale.

## Palmarès

### Olimpiadi
- Argento a Londra 1908 nella staffetta 4x200 metri stile libero.